# 亞歷山德里夫卡 (利波韋茨市鎮)
49°20′46″N 29°2′35″E / 49.34611°N 29.04306°E
亞歷山德里夫卡（烏克蘭語：Олександрівка），是烏克蘭的村落，位於該國西南部文尼察州，由文尼察區的利波韋茨市鎮負責管轄，始建於1550年，面積0.36平方公里，海拔高度271米，2001年人口22。